# Jodiéndolo todo
Jodiéndolo Todo o 'simatic' es el nombre de la primera maqueta de la banda de punk Eskorbuto.

## Grabación y controversia
Esta fue una grabación histórica y polémica de esta banda ya que por esta grabación fueron encarcelados en Madrid en 1983.
Se les aplicó la Ley Antiterrorista por canciones como: "Maldito País (España)", "Escupe A Las Banderas", "A La Mierda Ya!", "El Exterminio De La 
Raza Del Mono", "Os Engañan" y "E.T.A." (La cual fue censurada).
La mayoría de los temas en las canciones son políticos y desafiantes, y la calidad es un poco mala, dado la poca preparación que se hizo. En 1989, esta maqueta se reedita en CD, y luego en 2000 con catorce canciones y la versión inédita de "E.T.A." sin censura.

## Canciones
- Todas las canciones fueron escritas por Eskorbuto (Expósito, Suárez, Galán).

1. "Maldito País (España)"
2. "Escupe A Las Banderas"
3. "A La Mierda ¡¡Ya!!"
4. "Oh No (Policía En Acción)"
5. "Mierda, Mierda, Mierda!"
6. "El Exterminio De La Raza Del Mono"
7. "Mucha Policía Poca Diversión"
8. "Ratas Rabiosas"
9. "La Increíble Vida De Ser Un Vulgar"
10. "Sociedad Insociable"
11. "Mi Degeneración"
12. "Enterrado Vivo"
13. "Os Engañan (Silencio en las calles muertas)"
14. "E.T.A." 
  - (Versión censurada)

### Reedición
1. "E.T.A."
  - (Versión sin censura)

## Personal
Eskorbuto
- Iosu Espósito - Voz y Guitarra.
- Juanma Suárez - Voz y Bajo.
- Pako Galán - Batería.

Colaboradores
- Antonio López y Óscar Pérez - Diseño.
- David Mansell - Técnico de Grabación.
- Roland Loizaga y Goyo Ruiz - Remasterización.
- Masterizado en N. ESTUDIOS (enero de 2000)

- Datos: Q9012342